# Toque Inicial

Toque Inicial, fue un programa deportivo, producido y transmitido en México, por la cadena televisiva ESPN (Latinoamérica). Era transmitido por los canales: ESPN, ESPN 2 e ESPN Deportes.

## Historia
Programa creado en el 2012, teniendo como finalidad, presentar un espacio, en el que se vea y analice el deporte profesional, desde un punto de vista informal y divertido, por las mañanas. Sus primeros conductores fueron Juan Pablo Fernández y Alfonso Vera, en el horario: Lunes a viernes de 7:00 a 9:00 a. m., siendo su primera emisión el 20 de agosto.
La primera novedad se dio en el 2013, al incluir mujeres en la conducción del programa, siendo Kary Correa la primera representante del sexo femenino en esta emisión matutina, posteriormente en 2014 fue Karin Ontiveros la elegida para darle el toque de belleza al programa.
La Copa Mundial de Fútbol de 2014 fue el primer evento de trascendencia internacional, en el cual tuvo cobertura este programa.
En 2015 se decide realizar una emisión nocturna, misma que se transmitía los jueves, de 8:00 a 9:00 de la noche.
Alfonso Vera deja el programa, al ser reubicado por ESPN en otros proyectos, por lo que el formato del programa sufrió variantes, al ser incluidos más elementos, para darle diversidad a la emisión, ahora con más conductores en el estudio. Son integrados al proyecto, Sergio Dipp y Eitan Benezra. Posteriormente por motivos personales, Karin Ontiveros deja el programa, siendo Paulina García Robles la nueva cara femenina de Toque Inicial.

## Integrantes

### Conductores
- Juan Pablo Fernández (2012)
- Alfonso Vera (2012 - 2015)
- Kary Correa (2012 - 2013)
- Karin Ontiveros (2014 - 2015)
- Sergio Dipp (2015)
- Eitan Benezra (2015)
- Paulina García Robles (2015)
- Álvaro Morales (2015)

### Reporteros
- León Lecanda
- Antonio Rodríguez

### Corresponsales
- Martin Ainstein (2012 - Actual) en Madrid
- Gemma Soler (2012 - Actual) en Barcelona

## Horarios
Toque Inicial
| Inicio | Horario                              | Canales              |
| ------ | ------------------------------------ | -------------------- |
| 2012   | Lunes a viernes, de 8:00 a 10:00 hrs | ESPN (Latinoamérica) |
| 2014   | Jueves: 20:00 a 21:00 hrs            | ESPN (Latinoamérica) |

- Horarios del Centro de México